# San Ignacio United FC
San Ignacio United Football Club – nieistniejący już belizeński klub piłkarski z siedzibą w mieście San Ignacio, stolicy dystryktu Cayo. Funkcjonował w latach 2011–2015. Domowe mecze rozgrywał na obiekcie Norman Broaster Stadium.

## Historia
Klub został założony w 2011 roku. Od razu dołączył do nowo powstałych rozgrywek Premier League of Belize, w której występował przez kolejne trzy i pół roku. Był jednak jednym z najsłabszych zespołów w stawce – na 7 sezonów dwukrotnie zajął przedostatnie miejsce w tabeli, a aż cztery razy ostatnie. W 2015 roku wycofał się z belizeńskiej Premier League.